# Knut Nordahl
Knut Erik Alexander Nordahl (* 13. Januar 1920 in Hörnefors; † 28. Oktober 1984 in Föllinge, Gemeinde Krokom) war ein schwedischer Fußballspieler.

## Leben
Nordahl entstammte einer Fußballerfamilie. Seine Brüder Bertil, Gunnar und die Zwillinge Gösta und Göran spielten ebenfalls in der höchsten schwedischen Liga.
1949 wurde Knut Nordahl als Schwedens Fußballer des Jahres mit dem Guldbollen ausgezeichnet, nachdem zuvor seine Brüder Gunnar (1947) und Bertil (1948) die Auszeichnung erhalten hatten.

### Vereinslaufbahn
In den 1940er Jahren spielte er für IFK Norrköping, mit denen er mehrmals schwedischer Meister wurde. 1950 wechselte er wie viele Schweden nach Italien. Er unterschrieb beim AS Rom, wo er mit seinen Landsmännern Stig Sundqvist und Sune Andersson zusammenspielte.

### Nationalmannschaft
Nordahl spielte zwischen 1945 und 1950 26 Mal für die schwedische Nationalmannschaft und konnte dabei ein Tor erzielen. 1948 gewann er die Goldmedaille bei den Olympischen Spielen, seine Brüder Gunnar und Bertil standen ebenfalls im Aufgebot. Zwei Jahre später gelang ihm mit der Auswahl der dritte Rang bei der Weltmeisterschaft 1950. Nach seinem Wechsel nach Italien wurde er nicht mehr in der Landesauswahl berücksichtigt, da der schwedische Fußballverband seinerzeit Profifußball ablehnte.

### Erfolge
- Schwedischer Meister (5): 1942/43, 1944/45, 1945/46, 1946/47, 1947/48
- Schwedischer Pokalsieger (2): 1943, 1945
- Olympiasieger 1948